# Sikorsky S-76
O Sikorsky S-76 é um helicóptero americano médio, fabricado pela Sikorsky. O S-76 vem equipado com motores turboeixo, rotores principal e de cauda com quatro pás e trem de pouso retrátil.

## Variantes

### Civis

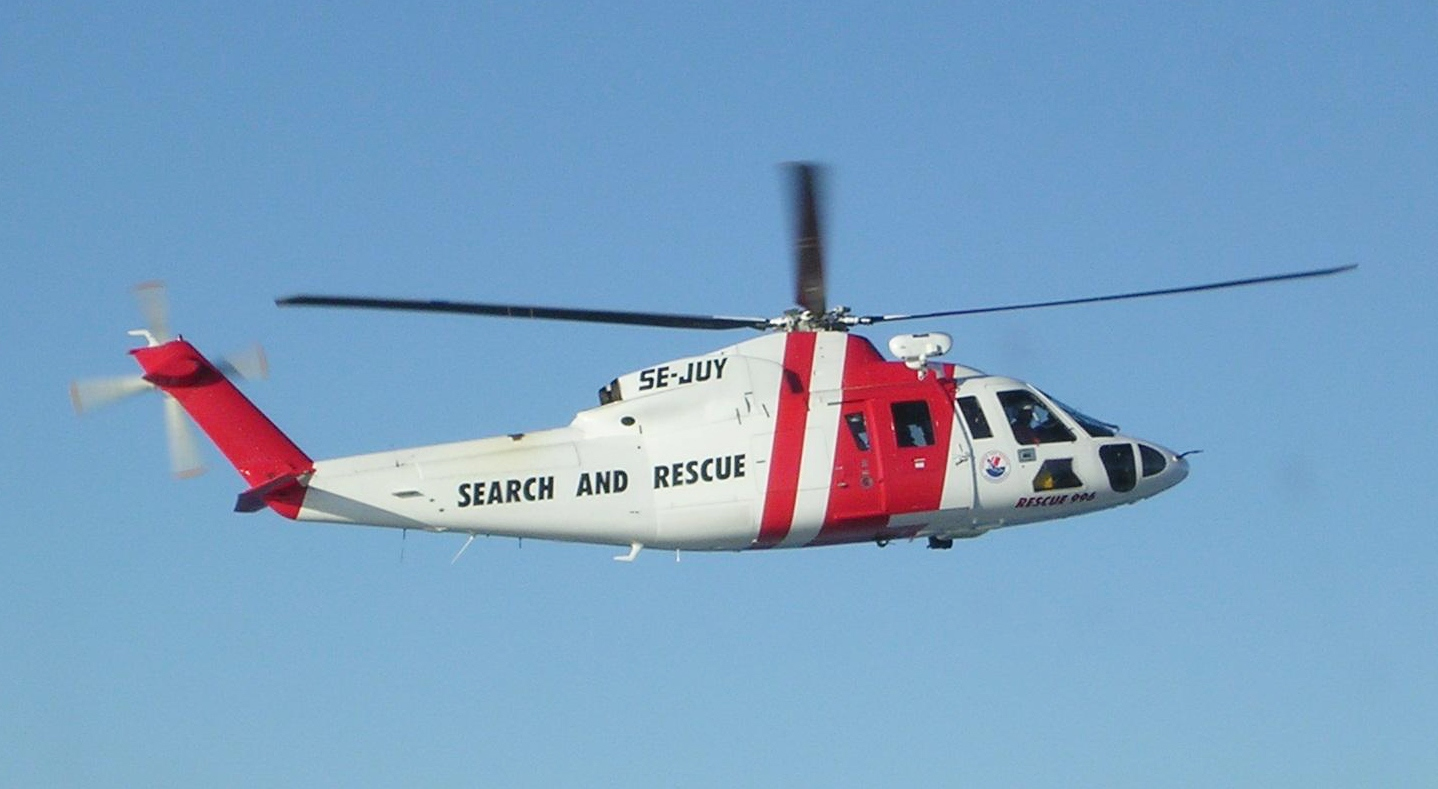
S-76C de busca e salvamento operado pela Norrlandsflyg

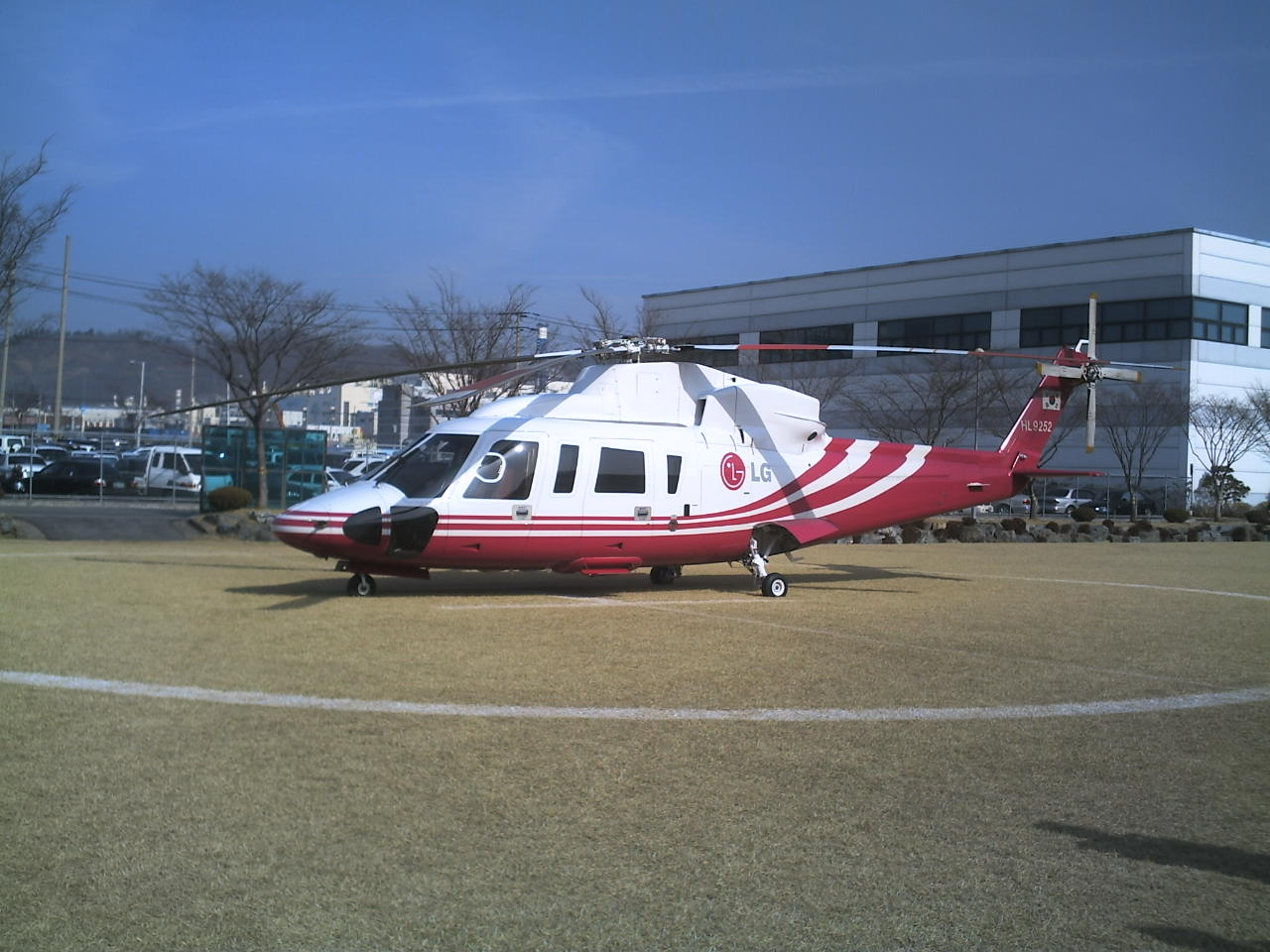
S-76C da LG Electronics utilizado para transporte VIP

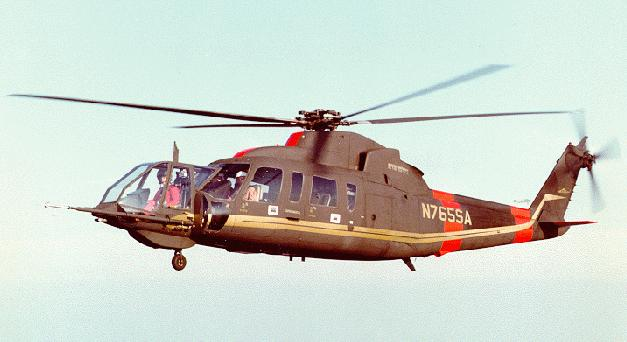
Sikorsky S-76 SHADOW

- S-76A: Versão de produção original, com dois motores de 650 shp (485 kW) Rolls-Royce (Allison) 250-C30. Um grande número foi modificado para as versões S-76A+, A++, C, e C+. 284 fabricados.
- S-76A Utility: Versão de transporte utilitário, equipado com portas corrediças e um piso reforçado.
- S-76A+: Os S-76 não vendidos foram equipados com motores Turbomeca Arriel 1S. 17 fabricados.
- S-76A++: S-76 equipados com motores Turbomeca Arriel 1S1.
- S-76A Mk II: Versão de transporte aperfeiçoado, equipado com motores mais potentes e outras melhorias.
- S-76B: Equipado com dois motores Pratt & Whitney Canada PT6B-36A ou Pratt & Whitney Canada PT6B-36B. 101 produzidos.
- S-76C: Equipado com dois Turbomeca Arriel 1S1 de 539-kW (981-shp). 43 fabricados.
- S-76C+: Versão mais potente, com motores Turbomeca Arriel 2S1 equipado com FADEC. 35 fabricados.
- S-76C++: Equipado com motores Turbomeca Arriel 2S2
- S-76D: Motorizado com motores Pratt & Whitney Canada PW210S. Equipado também com a suíte de aviônicos Thales Topdeck e menor ruído em relação às versões anteriores.

### Militares
AUH-76
Versão de transporte utilitário armado, desenvolvido a partir do S-76 Mk. II.
H-76 Eagle
Anunciado em 1985, o Eagle foi uma versão militar e naval do S-76B, nenhum vendido.

### Experimentais derivados
Sikorsky S-75O Programa de Estrutura de Compósitos Avançada (em inglês:  Advanced Composite Airframe Program (ACAP)) foi uma aeronave demonstradora de tecnologia da Sikorsky. Designado S-75, recebeu uma estrutura de materiais compósitos com motores, rotores e componentes do S-76.
Sikorsky S-76 SHADOWEstudo da Boeing-Sikorsky. O conceito original do programa LHX era produzir um helicóptero operado por apenas uma pessoa que pudesse fazer mais do que um helicóptero de dois tripulantes. O Sikorsky (S-76) Helicopter Advance Demonstrator of Operators Workload (SHADOW) tinha uma cabine de pilotagem avançada para uso por apenas um piloto. O propósito era de estudar a interface entre o piloto e os controles e telas do equipamento. A cabine seria utilizada mais tarde no protótipo de helicóptero de reconhecimento armado RAH-66 Comanche. A cabine foi desenhada de forma que sensores alimentassem dados aos pilotos através de telas montadas no capacete. O estudo determinou que a operação do Comanche com apenas um tripulante era insegura, e resultaria em sobrecarga de trabalho. Como resultado deste estudo, o Comanche foi projetado para ser operado por dois tripulantes.

## Operadores

### Civis
O S-76 está em uso civil no mundo todo em companhias aéreas, corporações, hospitais e operadores governamentais. A maior frota civil é de 79 helicópteros operados pela CHC Helicopter Corporation.

### Militares e governamentais
Argentina
- Força Aérea Argentina[4]

 China

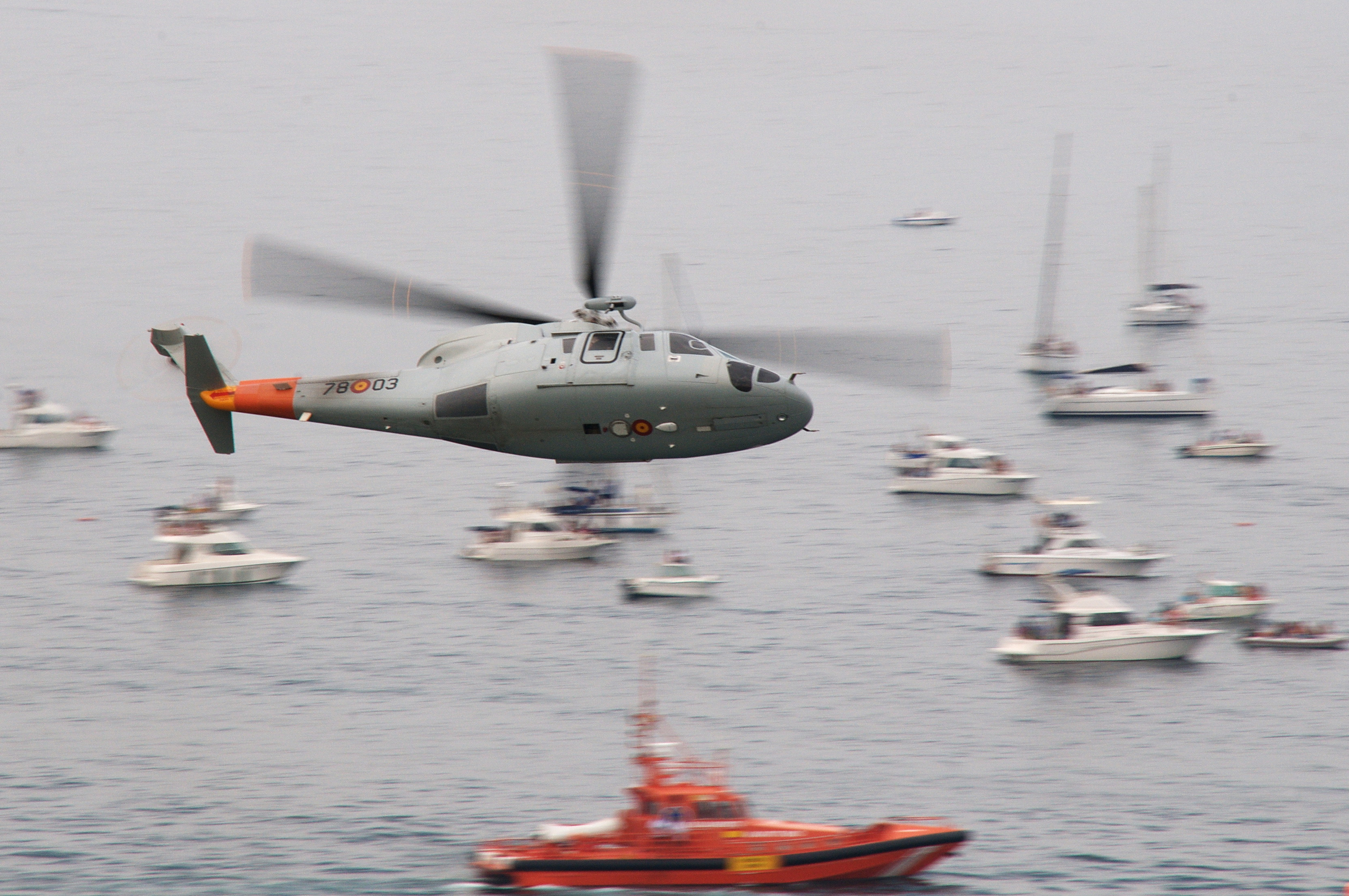
S-76C da Força Aérea Espanhola

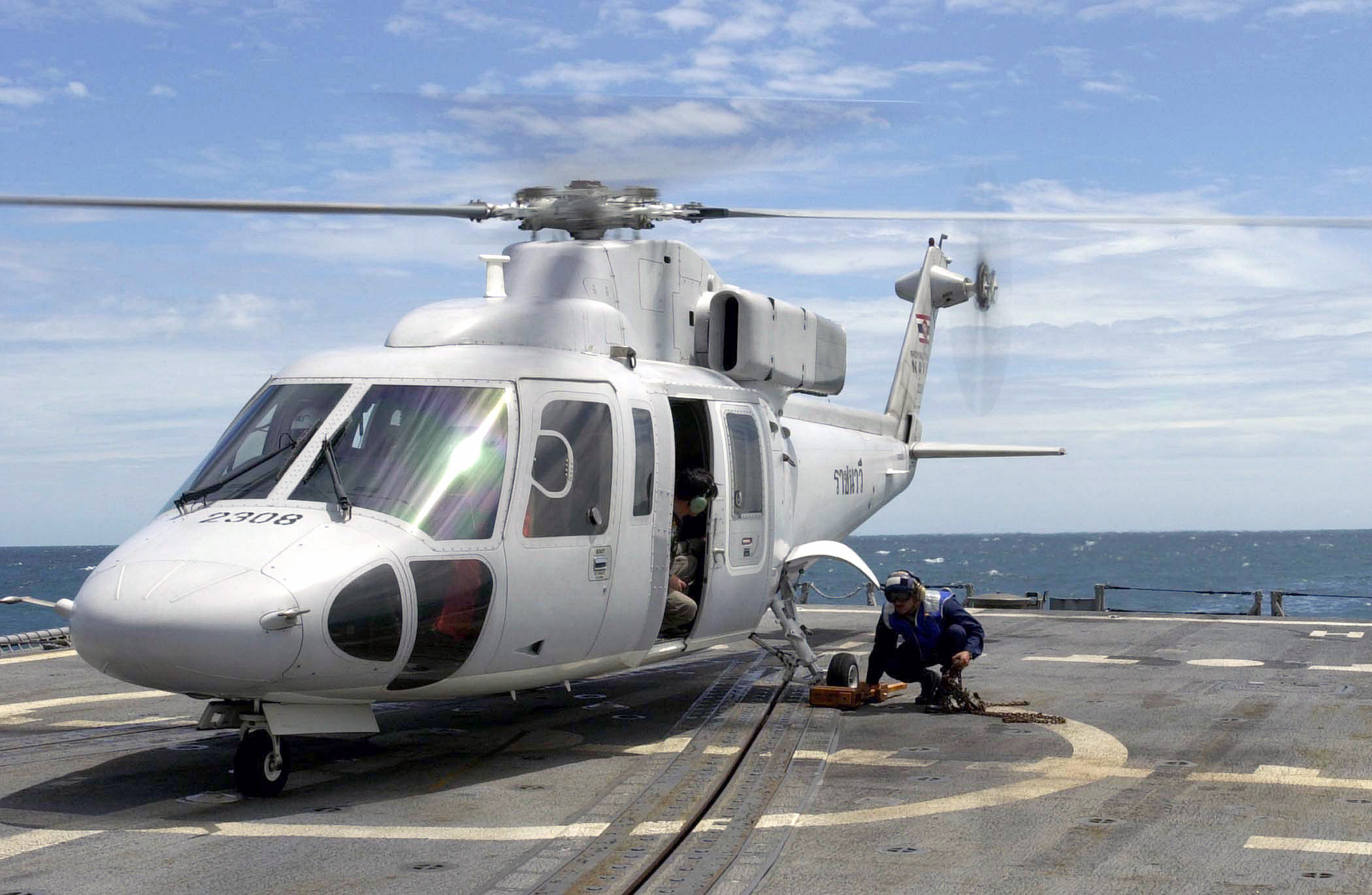
Sikorsky S-76B da Marinha Real Tailandesa

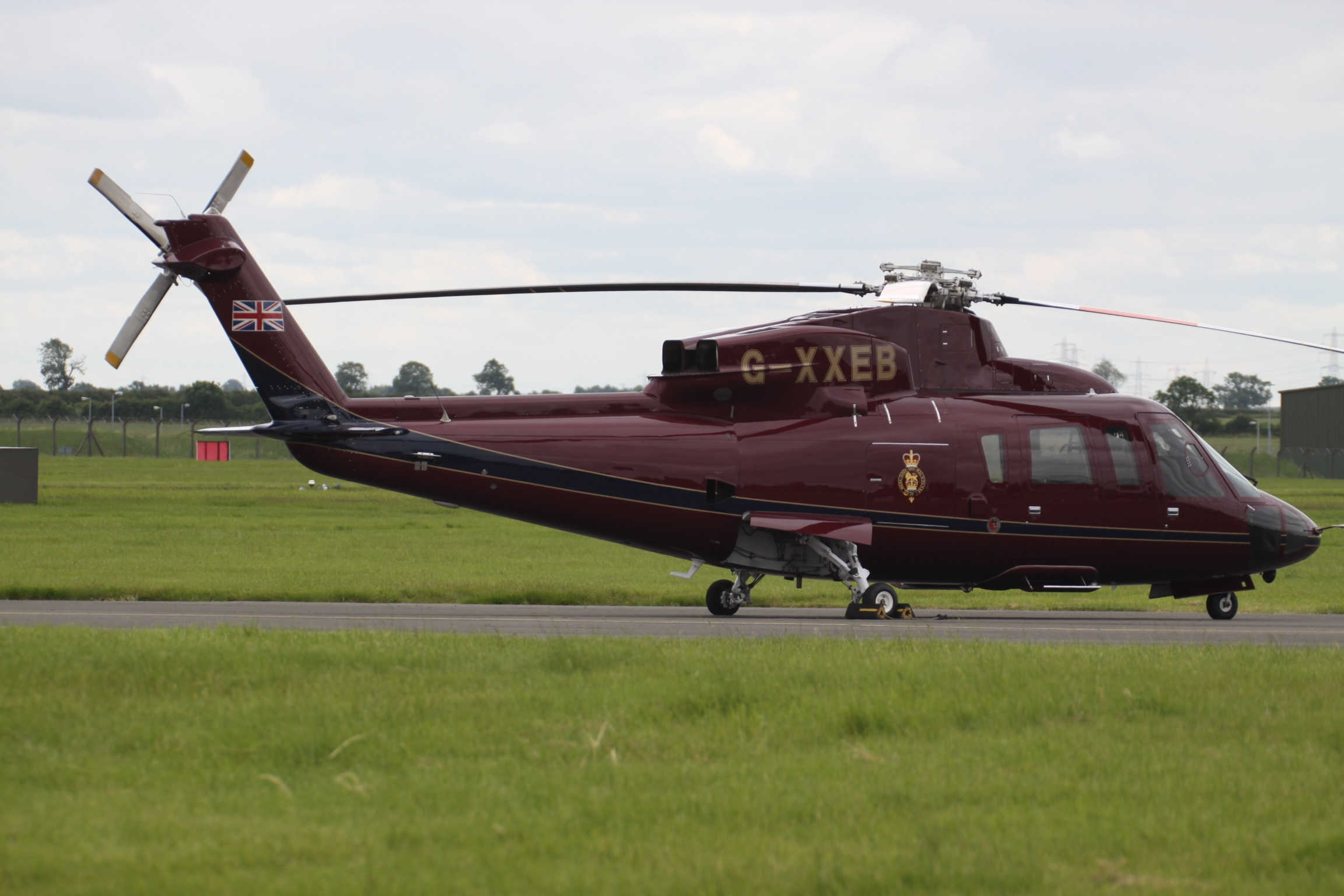
Sikorsky S-76C-2 servindo a família real britânica

- Ministério do Transporte da China - Escritório de Busca e Salvamento[5]

 Honduras
- Força Aérea de Honduras[6]

 Hong Kong
- Força Aérea Real Auxiliar de Hong Kong[7]
- Serviço de Voo do Governo de Hong Kong[8]

 Japão
- Guarda Costeira do Japão[9][10]

 Jordânia
- Força Aérea da Jordânia[11]

 Filipinas
- Força Aérea das Filipinas[12]

 Taiwan
- Serviço Aéreo Nacional[13]

 Arábia Saudita
- Ministério do Interior (15 pedidos)[14]

 Sérvia
- Ministério do Interior Sérvio[15]

 Espanha
- Força Aérea Espanhola[12]
- Guarda Costeira Galícia[16][17]

 Tailândia
- Marinha Real Tailandesa[12][18]

 Trinidad e Tobago
- Serviço Nacional de Helicópteros
- Agência de Serviços Estratégicos (SSA)

 Turquemenistão
- Força Aérea do Turcomenistão – 1 em 2016[19]

 Reino Unido
- The Queens Helicopter Flight[20]